# Степановка (Бурынский район)
Степановка (укр. Степанівка) — село в Степановском сельском совете, Бурынский район, Сумская область, Украина.
Код КОАТУУ — 5920986801. Население по переписи 2001 года составляло 644 человека.
Является административным центром Степановского сельского совета, в который, кроме того, входит село Чалищевка.

## Географическое положение
Село Степановка находится на одном из притоков реки Чаша, ниже по течению на расстоянии в 4 км расположен город Бурынь. На расстоянии в 1,5 км расположено село Чалищевка. На реке несколько запруд. Рядом проходят автомобильная дорога Т-1910 и железная дорога, станция Сепановка в 3 км.

## Происхождение названия
Название села происходит от имени его бывшего помещика — генерала-адъютанта, графа Степана Федоровича Апраксина.

## История
Село известно с первой половины XVIII века.

## Экономика
- Молочно-товарная ферма.

## Объекты социальной сферы
- Детский сад.
- Школа.

## Известные люди
- Уроженцем Степановки является авиаконструктор Гудилин Александр Константинович (6 апреля 1947 — 25 сентября 2008), выпускник (1965) Бурынской средней школы № 1 и Харьковского авиационного института (1971) по специальности «авиационные двигатели», ветеран труда, заместитель Генерального конструктора Запорожского машиностроительного конструкторского бюро «Прогресс». Похоронен в городе Запорожье.